# Jagdstaffel 7
A Jagdstaffel 7, conhecida também por Jasta 7, foi um esquadra de aeronaves da Luftstreitkräfte, o braço aéreo das forças armadas alemãs durante a Primeira Guerra Mundial. Durante a sua existência, contabilizou 128 vitórias, perdendo apenas 11 pilotos em combate, dois em acidentes aéreos e 12 feridos em combate.

## Aeronaves
- Fokker Dr.I